# Live In Middelheim 1999
Live in Middelheim 1999 est un album de Masada enregistré en public au festival Jazz Middelheim, à Anvers (Belgique), sorti en 1999 sur le label Tzadik. Les compositions sont de John Zorn.

## Titres
| 1.    | Nevuah    | 9:48  |
| 2.    | Sippur    | 3:20  |
| 3.    | Hath-Arob | 5:20  |
| 4.    | Kedushah  | 6:53  |
| 5.    | Ne'eman   | 13:05 |
| 6.    | Karet     | 2:03  |
| 7.    | Kochot    | 4:57  |
| 8.    | Piram     | 12:09 |
| 9.    | Paran     | 6:00  |
| 10.   | Ashnah    | 7:18  |
| 11.   | Tahah     | 7:25  |
| 78:18 |           |       |

## Personnel
- John Zorn - saxophone
- Dave Douglas - trompette
- Greg Cohen - basse
- Joey Baron - batterie